# William Smith (actor)
William Smith   (Columbia, 24 de març de 1933 - Los Angeles, 5 de juliol de 2021) va ser un actor de cinema i televisió estatunidenc.

## Trajectòria artística
Smith va intervenir al llarg de la seva carrera en prop de tres cents produccions per a cinema i televisió. El seu primer paper el va obtenir a l'edat de vuit anys, a El fantasma de Frankenstein (1942), i va romandre actiu fins a 2009. El seu paper més conegut és el del sinistre Anthony Falconetti de la sèrie de televisió dels anys 1970 Rich Man, Poor Man.
Després de diversos papers al cinema com a actor infantil, encara en petits papers que no li van permetre figurar als crèdits, Smith va estudiar el Batxillerat en Arts (Bachelor of Arts) a la Universitat de Siracusa (Syracuse University) i un màster d'estudis russos a l'UCLA a Los Angeles abans de ser contractat per la MGM. També va estudiar a les universitats de la Sorbona a París i a la Universitat Ludwig Maximilian de Múnic. A més de l'anglès, parlava amb fluïdesa alemany, francès, rus i serbo-croat.
Dotat de grans aptituds físiques, William Smith tenia una alçada de 1,88 metres, i entre els seus sobrenoms es trobava el de Big Bill Smith. Smith va practicar esports com la boxa, el motocròs, el futbol (va jugar com semi-professional a Alemanya) o l'esquí alpí. Durant el seu servei militar a la Força Aèria dels Estats Units (US Air Force) va guanyar un campionat d'aixecament de pesos. Va guanyar diversos campionats mundials de lluita i va tenir un rècord de 31-1 en victòries i derrotes com a boxador amateur. Va formar part del personal militar estatunidenc destinat a la Guerra de Corea. Va ser destinat a missions secretes, sobrevolant l'espai aeri de l'antiga URSS. Smith va estudiar arts marcials amb l'instructor Ed Parker durant alguns anys. Va ser doblador en escenes d'acció d'altres actors com l'antic Tarzan, Lex Barker.
Després del seu temps a les forces aèries, Smith es va centrar en la carrera d'actor, en múltiples sèries televisives com Laredo (1965-1967). En aquesta sèrie de l'oest de la NBC, Smith interpretava Joe Riley, un Ranger de Texas, i estava acompanyat de Peter Brown i Neville Brand.
A la sèrie de Jack Lord Hawaii Five-O, va aparèixer en l'última temporada. Altres sèries en les quals va intervenir, com a estrella convidada, van ser Kung Fu, Buck Rogers, The Rockford Files, L'equip A, o Gunsmoke. El 1976 va arribar al famós paper de Falconetti a la sèrie Home ric, home pobre i la seqüela d'aquesta.
Altres papers destacables de Smith van ser el de Terry Bartell a Darker than Amber (1970), al costat de Rod Taylor i Jane Russell; el del brutal villà en un futur post-apocalíptic de The Ultimate Warrior (1975), al costat de Yul Brynner i Max Von Sydow; el del rival de Clint Eastwood en la baralla cim a cops de puny d'Any Which Way You Can (1980); el de pare d'Arnold Schwarzenegger a Conan el bàrbar (1982); o el de comandant rus a Aurora roja (Red Dawn) (1984). Francis Ford Coppola comptà amb ell a The Outsiders (1983) i Rumble Fish (1984), com a empleat d'una botiga i oficial de policia, respectivament. Va participar en subgèneres comercials com el blaxploitation i el cinema de motoristes.
Smith va ser Marlboro Man als anuncis de la popular marca de cigarrets rossos estatunidencs, abans que aquests s'interrompessin per les lleis contra el tabac. També va provar altres facetes fora de l'actuació, com la producció, la direcció o l'escriptura de guions.

## Filmografia seleccionada
Cinema
- The Ghost of Frankenstein (1942)
- La cançó de Bernadette (1943)
- Going My Way (1944)
- A Tree Grows in Brooklyn (1945)
- Gilda (1946)
- El noi dels cabells verds (1948)
- Run, Angel, Run! (1969)
- Angels Die Hard (1970)
- Nam's Angels (1970)
- Darker than Amber (1970)
- La família Manson (1970)
- Runaway, Runaway (1971)
- Hammer (1972)
- Invasion of the Bee Girls (1973)
- The Deadly Trickers (1973)
- Dulces mujeres (1974)
- The Ultimate Warrior (1975)
- Hollywood Man (1976)
- Twilight's Last Gleaming (1977)
- Blackjack (1978)
- The Frisco Kid (1979)
- Any Which Way You Can (1980)
- The Cop Killers (1981)
- Conan el bàrbar (1982)
- Rebels (The Outsiders) (1983)
- Aurora roja (Red Dawn) (1984)
- Rumble Fish (1984)
- The Mean Season (1985)
- The Eye of the Tiger (1986)
- Maniac Cop (1988)
- Bulletproof (pel·lícula de 1988) (1988)
- Terror in Beverly Hills (1989)
- American Me (1992)
- The Shooter (1997)

Televisió
- Zero One (1962-1965)
- The Virginian (1963-1968)
- Perry Mason (1964)
- La hora d'Alfred Hitchcock (1964)
- Caravana (sèrie de televisió) (1964)
- Laredo (sèrie de televisió) (1965-1967)
- Custer (1967)
- Daniel Boone (1967-1970)
- Batman (sèrie de televisió) (1968)
- Death Valley Days (1969-1970)
- Ironside (1969-1973)
- Mission: Impossible (1971-1972)
- The Manhunter (1972)
- Kung Fu (1973)
- Gunsmoke (1972-1975)
- The Streets of San Francisco (1974)
- The Six Million Dollar Man (1974)
- The Rockford Files (1974)
- S.W.A.T. (1975)
- En ruta (1975)
- Barnaby Jones (1976)
- The Police Woman (1976)
- Rich Man, Poor Man (1976-1977)
- La fuga de Logan (1977)
- Las Vegas (1979)
- The Rebels (1979)
- Hawaii Five-O (1979-1980)
- Buck Rogers (1980)
- Hagen (1980)
- Chips (1980-1983)
- Code Red (1982)
- Matt Houston (1982)
- The Fall Guy (1982-1983)
- Knight Rider (1983)
- Benson (1983)
- Emerald Point N.A.S. (1983)
- Simon & Simon (1983-1985)
- 'The A-Team (1983-1986)
- The Jerk, Too (1984)
- Mascarada (1984)
- Riptide (1984)
- Master (1984)
- Scarecrow and Mrs. King (1984)
- The Yellow Rose (1984)
- T.J. Hooker (1985)
- Wildside (1985)
- Highway to Heaven (1986)
- S'ha escrit un crim (Murder She Wrote) (1986)
- Hunter (1985-1989)
- Downtown (1986)
- Airwolf (1987)
- The Young Riders (1991)
- Walker, Texas Ranger (1995)
- Nash Bridges (1999)
- Justice League (2002)
- Focus (2014)